# Prieuré de Basse-Wavre
Le prieuré de Basse-Wavre fut constitué à partir d'une chapelle reçue en don par l'abbaye d'Affligem au XIe siècle. Ce prieuré bénédictin se situait là où existe aujourd'hui la commune de Wavre, en Belgique, dans la province du Brabant wallon. Aujourd'hui, à l'emplacement du prieuré se trouve la basilique Notre-Dame de Basse-Wavre.

## Historique
À l'origine, il s'agit de la chapelle libre de Basse-Wavre, donnée à l'abbaye d'Affligem par diplôme d'Henri III de Louvain, comte de Louvain et avoué de Brabant, et de son frère Godefroid. Ils lui offrent en même temps différents biens, dont une partie du domaine d'Asse. Cette chapelle donne naissance à un prieuré bénédictin fonctionnant à Basse-Wavre avant 1105.
L'ensemble monastique a fermé en 1797.

## Patrimoine
De l'existence du prieuré de Basse-Wavre, il reste quelques vestiges du XIIe siècle, dont la tour de l'église, qui elle date de 1710. Le chevet date du XVIe siècle. Les arcades d'une galerie du cloître datent aussi du XVIe siècle, lesquelles sont reprises dans le vaste réfectoire (1906) du petit séminaire. Les clefs de voûte y sont ornées des armes de Charles de Croy, abbé d'Affligem (1521). On note une châsse de 1628 restaurée en 1951.

## De nos jours
L'église du prieuré est devenue la basilique Notre-Dame de Basse-Wavre.